# Hipogalàctia
La hipogalàctia és la manca real de llet materna a causa d'un problema glandular, és a dir, que la mare no pot alletar el seu nadó per no tenir prou llet o que no li baixa la suficient. Pot produir-se immediatament després d'un part o després d'un període de lactància normal. Les causes poden ser idiopàtiques, per manca d'hormones o per altres motius. L'efecte contrari s'anomena hiperlactació.
És poc freqüent, tot i que avui en dia es dona en major mesura a causa de l'estrès. No obstant això, si baixa una mica de llet, encara que no sigui suficient en quantitat per a alimentar el nadó sí que aporta igualment nutrients essencials que li proporcionaran un aparell immunològic propi i que li pot prevenir de moltes malalties.